# Teniposide
Il teniposide (VM-26) è un farmaco chemioterapico antineoplastico utilizzato principalmente per la terapia della leucemia acuta linfoblastica infantile. Come l'etoposide è un derivato della podofillotossina.

## Meccanismo d'azione
Proporzionalmente al dosaggio, il teniposide provoca rotture (a singolo o a doppio filamento) del DNA oltre a cross-link tra DNA e proteine. Il meccanismo d'azione prevede l'inibizione della topoisomerasi II, poiché il teniposide non si intercala nel DNA né si lega saldamente a esso. Gli effetti citotossici del teniposide sono commisurati al numero di rotture a doppio filamento prodotte nelle cellule; ogni rottura corrisponde infatti a un'interruzione dell'azione della topoisomerasi II al momento della formazione dell'intermedio DNA-topoisomerasi II.

## Somministrazione
Il farmaco è somministrato per via endovenosa, spesso in regime polichemioterapico.

## Effetti indesiderati
L'effetto tossico più comune per il teniposide è la mielodepressione. Altri effetti indesiderati sono tossicità gastrointestinale, reazioni di ipersensibilità e alopecia.